# Bulgariens økonomi
Bulgariens økomoni fungerer efter frie markedsprincipper, og har en stor privat sektor og en mindre offentlige sektor. Bulgarien er et industrialiseret højindkomstland ifølge Verdensbanken, og medlem af EU, World Trade Organization (WTO), Organisationen for Sikkerhed og Samarbejde i Europa (OSCE) og Organisationen for økonomisk samarbejde i Sortehavsregionen (BSEC). Den bulgarske økonomi har oplevet en markant vækst (538%), fra $13,15 mia. (nominel, 2000) og har et estimeret BNP på $86 mia. (nominel, 2022) eller $203 mia. (PPP, 2022 est.), BNP per indbygger $31.148 (PPP, 2022 est.), gennemsnitslønnen er 1.771 leva (906 euro) (april 2022), og den gennemsnitlige nettoløn var $1.838 (justeret for leveomkostninger i PPP) (2021). Valutaen er lev (flertal leva), der er fastlåst til euroen i kursen 1,95583 leva for 1 euro. Lev er den stærkeste og mest stabile valuta i Østeuropa.
De stærkeste sektorer i økonomien er energi, minedrift, metallurgi, maskinbygning, landbrug og turisme. De primære industrielle eksporter er tøj, jern og stål, maskiner og raffinerede brændstoffer.
Sofia er landets hovedstad og økonomiske hovedsæde, det er også her størstedelen af internationale virksomheder i landet har deres hovedsæde samt Bulgariens nationalbank og Bulgariens fondsbørs. Plovdiv er landets næststørste by og en af de største økonomier i Bulgarien. Varna er den tredjestørste by og en kystby ved Bulgariens sortehavskyst. Den ligger strategist ud til Varnagolfen, og Varna er en af de hurtigst-voksende økonomier i landet.
Den bulgarske økonomi har udviklet sig meget siden 1990'erne på trods af problemer efter opløsningen af Comecon i 1991. I begyndelsen af 1990'erne gjorde lange privatisering, modsatrettede skatte- og investeringspolitikker fra regeringen og bureaukrati at udenlandske direkteinvesteringer var blandt de laveste i Østeuropa. Fra 1991 til 1996 var tallet $831 millioner.
I december 1996 blev Bulgarien en del af World Trade Organization. I årene siden 1997 har landet formået at tiltrække store udenlandske investeringer. I 2004 investerede udenlandske firmaer 2,72 mia euro i landet. I 2005 observererede økonomer et fald til omkring 1,8 mia. euro, hvilket primært blev tilskrevet afslutningen på privatisering af store statsejede virksomheder. Efter at være blevet en del af EU i 2007 registrerede Bulgarien en hidtil rekord i udenlandske direkteinvesteringer på 6 mia. euro.
Lav produktivitet og konkurrence på det europæiske og verdensmarkede grundet manglende investering i udvikling og forskning er stadig en stor forhindring for udenlandske investeringer.
Ikke desto mindre viser årsrapporten fra Economic Research Institute ved Bulgariens Videnskabsakademi at den gennemsnitlige løn i Bulgarien er en fjerdedel af lønnen i EU, og at den skulle være dobbelt så høj, hvis produktiviteten bliver regnet med.
Under finanskrisen 2007-2009 oplevede Bulgarien, at økonomien skrumpede med 5,5% i 2009, men hurtigt ændredes til positiv vækst med 0,2% i 2010 til forskel fra andre Balkanlande. Væksten fortsatte dog med at være svag i de efterfølgende år, og BNP nåede først samme niveau som før krisen i 2014.